# Antonio Schembri (ornitolog)
Antonio Schembri (ur. w kwietniu 1813, zm. w grudniu 1872) – maltański ornitolog, powszechnie nazywany „ojcem ornitologii maltańskiej”. 

## Życiorys
Antonio Schembri urodził się w kwietniu 1813 w Valletcie, w stosunkowo bogatej i wykształconej rodzinie. Jego ojciec był właścicielem firmy zajmującej się morskim transportem towarów. Valletta była na początku XIX wieku stosunkowo dużym miastem, strategicznym portem, a także ważnym ośrodkiem handlowym. Antonio już w wieku 25 lat był dyrektorem firmy swojego ojca.
W swoim stosunkowo krótkim życiu opublikował kilka książek i artykułów na różne tematy, między innymi z zakresu ornitologii, ekonomii, rolnictwa i emigracji, a także biografie. Jest także zapamiętany ze zbierania muchówki, którą Camillo Rondani nazwał jego imieniem (Ochthera schembrii).
Oprócz licznych publikacji i aktywnego zaangażowania w różnych maltańskich stowarzyszeniach i komisjach rządowych, Antonio Schembri jest powszechnie nazywany „ojcem ornitologii maltańskiej”. Zidentyfikował niszę w historii naturalnej Malty,
która nie została jeszcze wykorzystana. W rzeczywistości dostępne były wówczas jedynie ogólne wzmianki i notatki z podróży, dotyczące ptaków maltańskich. Pomimo różnorodnych zajęć, między innymi rodzinnych, Antonio Schembri wniósł znakomity wkład w ornitologię, wydając w ciągu krótkich trzech lat, od 1843 do 1846, trzy duże publikacje naukowe.
Antonio Schembri zmarł w grudniu 1872.

## Dorobek
Jego pierwsza publikacja położyła podwaliny pod ornitologię maltańską. W 1843 opublikował w języku włoskim pierwszą listę kontrolną z komentarzami naukowymi dotyczącą ptaków maltańskich Catalogo Ornitologico del Gruppo di Malta, obejmującą 299 gatunków dzikich i 4 gatunki domowe. Opisał stan wszystkich znanych ptaków występujących na wyspach i dodał maltańskie, angielskie i francuskie nazwy większości gatunków.
W tym samym roku (1843) opublikował także Quadro Geografico Ornitologico Ossia Quadro Comparativo dell’Ornitologia di Malta, Sicilia, Roma, Toscana, Liguria, Nizza e la Provincia di Gard. Było to porównawcze badanie ornitologiczne – porównał ornitologię Malty, Sycylii, Rzymu, Toskanii itp. i wymienił gatunki w odpowiednich kolumnach dla każdego miejsca, podając krótkie ogólne informacje na ich temat (głównie zasięg i siedlisko lęgowe). Była to być może najwcześniejsza publikacja obejmująca jednocześnie ornitologię kilku różnych miejsc w środkowo-południowej Europie.
Oprócz dwóch publikacji wymienionych powyżej, wkład Schembriego w ornitologię europejską można znaleźć w jego trzeciej książce Vocabolario dei Sinonimi Classici dell' Ornitologia Europea, która została opublikowana w Bolonii w 1846, ale wcześniej przedstawiona w formie rękopisu przez samego Schembriego, z krótką wprowadzającą prezentacją ustną, na VII Congresso degli Scienziati Italiani, który odbył się w Neapolu w 1845. Vocabolario zyskał dla niego europejską reputację ornitologiczną.
Schembri był dobrze zaznajomiony z literaturą ornitologiczną i posiadał obszerną bibliotekę, w której znajdowały się wszystkie jemu współczesne najbardziej znane publikacje ornitologiczne, i z których dobrze korzystał, zawsze odwołując się do nich w swoich dziełach. Miał dużą osobistą kolekcję ptaków, a także muszli, owadów i skamieniałości. Niestety, do dziś nie zachowały się żadne jego zbiory, dokumenty osobiste ani rękopisy, odnaleziono jedynie kilka ksiąg z jego biblioteki.